# Bundesstraße 514
Pour les articles homonymes, voir Route 514.
La Bundesstraße 514 est une Bundesstraße du Land de Rhénanie-du-Nord-Westphalie.

## Géographie
La B 514 commence à la fin de l'A 30 à l'échangeur de Bad Oeynhausen et se dirige vers le sud jusqu'à la B 238 près de Kalletal-Langenholzhausen.

## Histoire
La Bundesstraße 514 est établie en 1967 et relie la B 238 près de Langenholzhausen à la Bundesstraße 61 près de Rehme sur des itinéraires principalement existants, des routes locales. Elle suit le tracé de la première chaussée de la région, construite au milieu du XIXe siècle. Dans la région de Vlotho, elle s'appelle Weserstrasse. En 1936, le tronçon en direction de Bad Oeynhausen s'appelle Rehmer Straße jusqu'aux limites de la ville de l'ancienne commune de Rehme et est relié au début de Langen Straße à Vlotho. Dans cette zone (aujourd'hui de la maison n°1 jusqu'aux alentours de la mairie), la connexion à la Weserstraße existante en direction de l'ancienne commune d'Erder est créée au début des années 1970 sur un nouveau tronçon de l'itinéraire. Ce nouvel itinéraire contourne également la gare de Vlotho, qui n'est désormais accessible que par la Bundesstraße modernisée depuis le centre-ville de Vlotho.

## Source
- (de) Cet article est partiellement ou en totalité issu de l’article de Wikipédia en allemand intitulé « Bundesstraße 514 » (voir la liste des auteurs).